# Niv Bogin
Niv Bogin (in ebraico ניב בוגין‎?; Eilat, 29 luglio 1960) è un ex cestista israeliano.

## Carriera
Con Israele ha partecipato ai Campionati europei del 1983.